# Grajaú

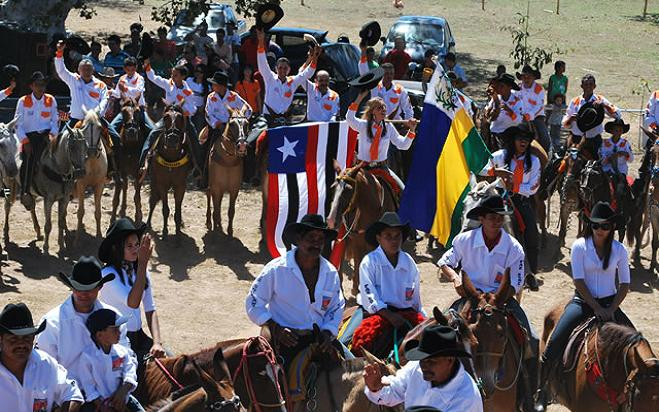
Cavalgada de abertura da Expoagra

Grajaú é um município do estado brasileiro do Maranhão. Sua população, de acordo com a estimativa populacional de 2021, era  de 70 692 habitantes.
O município é sede da Região de Planejamento das Serras.

## Topônimo
O topônimo "Grajaú" é derivado do termo tupi karaîá'y, que significa "rio dos carajás" (karaîá, carajá + 'y, rio).

## História
Grajaú, estabelecida no centro-sul do estado do Maranhão, foi fundada pelo navegador e alferes Antônio Francisco dos Reis, em 11 de março  de 1811, à margem leste do Rio Grajaú, no local denominado Fazenda Chapada, que era de propriedade de Manoel Valentim Fernandes. O local também era conhecido como Porto da Chapada. A margem oeste, à época, era habitada pelos índios Timbiras e Piocobjés. Esses índios, no ano de 1814, promoveram uma chacina contra os habitantes da povoação fundada por Antônio Francisco dos Reis, que já contava com quarenta pessoas, das quais escaparam apenas seis, que se encontravam ausentes no momento da chacina.
Em 1816, os moradores restantes reiniciaram a povoação, dando-lhe o nome de São Paulo do Norte, contando então com um pequeno destacamento de tropas. Em 1817, o governador do estado mandou fundar, no lugar chamado Estrião Grande, a Colônia Leopoldina, para maior segurança dos habitantes da região. A colônia compunha-se de quarenta soldados de linha, liderados por Francisco José Pinto Magalhães.
Pela Lei Provincial Sete, de 29 de abril de 1835, Pedro da Costa Ferreira, então presidente da província, elevou a povoação São Paulo do Norte à categoria de vila, passando esta a chamar-se Vila da Chapada.
Nos anos seguintes, mais precisamente em 1856, a situação da Vila da Chapada foi das mais promissoras. A vila compunha-se de 79 casas, das quais seis eram cobertas de telhas. Era habitada por 341 pessoas na margem direita. Na margem esquerda havia onze casas com 79 pessoas.
Esse ano marcou a chegada de Militão Bandeira Barros, filho bastardo do capitão-mor Antônio Bandeira, como juiz de paz. Tratava-se de um homem de grande cultura intelectual, além de gostar de literatura. Imortalizou-se com a criação da Roda de Amigos, iniciativa que ensejou a formação de uma sociedade, ganhando foro de cultura e permanecendo assim por muitos anos. Neste grupo, destacaram-se Cláudio Saraiva Chaves, Miguel Olímpio de Carvalho, Liberalino Tavares Bastos, Manoel Mariano Bandeira da Gama, Bernardo Costa, Raimundo Junqueira, Gustavo Tavares, Francisco de Araújo Costa e Sabino Alves Lima.
Em 1869, foi criado o plano de incorporação de uma companhia a vapor no Rio Grajaú, a qual surgiu através de Antônio Luis Soares. Essa navegação teve início dois anos depois da incorporação. Surgiu, assim, o centro comercial da cidade, tendo, como ponto principal, a Rua do Porto Grande, atual Rua 7 de Setembro.
Foi da Vila da Chapada que se originou a cidade de Grajaú, através da Lei Provincial 1 225, de 7 de abril de 1881, que a elevou à categoria de cidade com o nome de Grajaú.

### Histórico econômico
Grajaú foi construída e conquistada com o objetivo puramente lucrativo, ou seja, econômico, sendo assim toda a sua história está intensamente ligada a sua produção econômica.
Quando descoberta a navegação do Rio Grajaú e consequentemente, a ligação do sertão com a metrópole, várias sesmarias foram compradas e logo começou a povoação daquelas paragens, implantando-se fazendas para a pastagem dos rebanhos de gado e cavalo, atividade esta que se tornaria a principal fonte geradora de economia do Porto da Chapada, sendo que até hoje tem papel importante na economia, gerando empregos e movimentando recursos.
Era visível a importância daquele porto no contexto sócio econômico no Sul do Maranhão, sendo que fora destinado para este porto fluvial, diante de sua privilegiada posição geográfica, o empório comercial dos nossos e de outros sertões.
Em O Sertão, Carlota Carvalho nos diz que: “Nas ruas, se vê o movimento humano desdobrando-se em aplicações de atividade: pessoas tratando de negócios e conduzindo tropas de burros e cavalos com cargas que chegam e que saem para os sertões do Maranhão, Goiás e sul do Pará, os quais se abastecem de mercadorias nesse empório”.
Grajaú era a cidade que abastecia todo o sul maranhense, entre outros estados, sendo que sua economia e suas famílias giravam em torno das benesses do rio e do gado, tendo como meio de transporte canoas e lanchas (batelões). No inverno, usavam-se os batelões que traziam sacas de produtos para estes sertões, o sal sendo o maior produto comercializado neste entreposto, pois necessário para o consumo humano e do gado e vendido em saca de quarenta kg, por quinhentos réis cada, como também o açúcar  o café, a farinha, o querosene, a bolacha e o arroz, entre outros, recebendo anualmente mais de duzentos contos de réis em fazendas secas e molhadas, tudo demorando mais ou menos três ou quatro meses para chegar, sendo que os produtos eram encomendados com um ano de antecedência. Já no verão, quem fazia este trabalho eram os vareiros, que, em canoas, subiam e desciam o rio, demorando normalmente de quinze a vinte dias, fazendo, assim, o tráfego dos produtos.
Nos portos, os batelões e canoas eram puxados por manilhas, aportando em um tipo de rampa, onde estas são rebocadas para o desembarque e embarque de mercadorias, sendo transferidas para os armazéns ora pela submissão do animal equino e ora pela força humana, onde cada saca carregada do produto era negociada a um tostão.
Macio Coutinho, em "Grajaú: um Estudo de sua História", nos diz que “Grajaú era o ponto de armazenagem para o abastecimento de Pastos Bons e mais da metade do sertão maranhense, alcançando ainda o norte de Goiás e sul do Pará, passando pela região do Tocantins e do Araguaia. Essa extensa área do comércio, abastecida a partir do rio, foi garantindo ao longo dos anos o rápido desenvolvimento (…). Já em meados de 1900, tem-se a implantação de marcantes indústrias, destacando-se as sete usinas de algodão, as duas usinas de beneficiamento de arroz e uma de torrefação de café. Carlota Carvalho, em O Sertão, ainda nos diz que "Efeito disso, as casas de negócio são disseminadas pelas extremidades. Há, contudo um bairro comercial no centro da cidade. É na Rua do Porto, onde descarregam as canoas e é passagem pública, serviço municipal".
Por muito tempo, tanto a navegação do Rio Grajaú como o gado foram os principais fatores econômicos da região, fazendo com que a cidade de mesmo nome que se formava figurasse como uma das mais promissoras da região.
Já em meados de 1930, este rio, que tanto beneficiou a cidade, começava a dar indícios do desfalecimento da sua navegação. Todavia a população de Grajaú mantinha a esperança de um futuro promissor, agora embalada no sonho do progresso econômico pela exploração de suas riquezas minerais e pesqueiras, além da agricultura.
Os primeiros relatos que temos de minérios nestes sertões são com os franceses, como nos conta Sálvio Dino: "os franceses no tempo do seu domínio exploraram este rio até suas cabeceiras, onde descobriram mina de lápis-lazúli, salitre e sal-gema…".
Em 1856, o comendador Antônio da Cruz Machado, afirmou ser, aquela região, a mais rica do estado em "minerais de toda sorte" entre eles, grafite, chumbo e gipsita. Depois, um engenheiro da província declarou ter descoberto, à margem do Rio Grajaú, alguns pedaços de cobre, em "pequena quantidade, mas de qualidade superior". Já em 1890, José Lourenço da Silva Milanês, delegado de polícia de Grajaú, informou a existência de pedras decorativas à semelhança de quartzo nas redondezas da Cachoeira do Viriato.

## Geografia

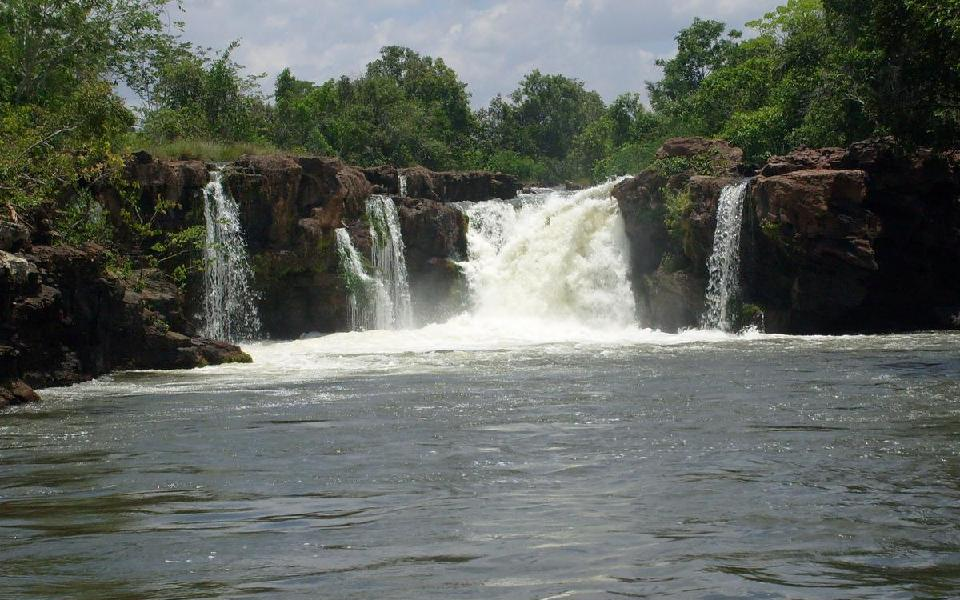
Cachoeiras no Rio Grajaú

Localizado na mesorregião Centro Maranhense, Grajaú integra com os municípios de Arame, Barra do Corda, Joselândia, Sítio Novo e Tuntum a microrregião do Alto Mearim e Grajaú. Possui uma área de 8 863 quilômetros quadrados,sendo este o terceiro município em área territorial do Maranhão. Dista de São Luís, a capital do estado, 418 quilômetros, ligada a esta pela BR-226 e a MA-006. O município é um dos vinte mais populosos do Maranhão.
| Área da unidade territorial [2024] | 8.861,718 km²                                              |
| Hierarquia urbana [2018]           | Centro Local                                               |
| Região de Influência [2018]        | Arranjo Populacional de Imperatriz/MA - Capital Regional C |
| Região intermediária [2024]        | Imperatriz                                                 |
| Região imediata [2024]             | Barra do Corda                                             |
| Mesorregião [2022]                 | Centro Maranhense                                          |
| Microrregião [2022]                | Alto Mearim e Grajaú                                       |

Fonte: IBGE
| Bioma predominante [2024]             | Cerrado     |
| Área urbanizada [2019]                | 28,33 km²   |
| Esgotamento sanitário adequado [2010] | 4,8 %       |
| Arborização de vias públicas [2010]   | 89,5 %      |
| Urbanização de vias públicas [2010]   | 4,5 %       |
| População exposta ao risco [2010]     | 257 pessoas |

Fonte: IBGE
A sede do município encontra-se a 130 metros de altitude, limitando-se ao norte com Arame, ao nordeste com Itaipava do Grajaú, a leste com Barra do Corda, ao sul com Formosa da Serra Negra, a oeste com Sítio Novo e ao noroeste com Amarante do Maranhão.
De acordo com o Instituto Brasileiro de Geografia e Estatística, em 2016 a população total do município era de 68 458 habitantes. Quase a metade da população vive na zona rural do município, onde trabalha na produção agrícola que mantém a economia local, especialmente a produção de arroz. Entre os minérios, existem a areia, a pedra seixo, a pedra granito e a pedra branca.
Segundo dados do Instituto Nacional de Meteorologia (INMET), referentes ao período de 1931 a 1995 e a partir de 2008, a menor temperatura registrada em Grajaú foi de 10 °C em 1978, em quatro ocasiões, a primeira em 20 de junho e as demais em agosto, nos dias 3, 5 e 22. A máxima recorde é de 39,3 °C em 1° de dezembro de 2015. O maior acumulado de precipitação em 24 horas alcançou 204,2 milímetros (mm) em 16 de novembro de 1974.
| Dados climatológicos para Grajaú                                                                       | Dados climatológicos para Grajaú | Dados climatológicos para Grajaú | Dados climatológicos para Grajaú | Dados climatológicos para Grajaú | Dados climatológicos para Grajaú | Dados climatológicos para Grajaú | Dados climatológicos para Grajaú | Dados climatológicos para Grajaú | Dados climatológicos para Grajaú | Dados climatológicos para Grajaú | Dados climatológicos para Grajaú | Dados climatológicos para Grajaú | Dados climatológicos para Grajaú |
| Mês | Jan                              | Fev                              | Mar                              | Abr                              | Mai                              | Jun                              | Jul                              | Ago                              | Set                              | Out                              | Nov                              | Dez                              | Ano                              |
| --- | -------------------------------- | -------------------------------- | -------------------------------- | -------------------------------- | -------------------------------- | -------------------------------- | -------------------------------- | -------------------------------- | -------------------------------- | -------------------------------- | -------------------------------- | -------------------------------- | -------------------------------- |
| Temperatura máxima recorde (°C)                                                                        | 37,3                             | 36,5                             | 37                               | 36,4                             | 36,6                             | 35,8                             | 36,7                             | 38,1                             | 38,6                             | 39,1                             | 38,3                             | 39,3                             | 39,3                             |
| Temperatura máxima média (°C)                                                                          | 31,2                             | 30,8                             | 30,9                             | 31,4                             | 32,2                             | 32,8                             | 33,6                             | 34,7                             | 35,2                             | 34,1                             | 33                               | 31,9                             | 32,7                             |
| Temperatura mínima média (°C)                                                                          | 21,3                             | 21,2                             | 21,7                             | 21,4                             | 20,1                             | 18,4                             | 17,2                             | 17,6                             | 19,9                             | 21,1                             | 21,2                             | 21,3                             | 20,2                             |
| Temperatura mínima recorde (°C)                                                                        | 14,6                             | 15,6                             | 15,6                             | 14,4                             | 12                               | 10                               | 10,5                             | 10                               | 12,9                             | 14,4                             | 14,4                             | 16,3                             | 10                               |
| Precipitação (mm)                                                                                      | 184,7                            | 213                              | 243,5                            | 171,5                            | 41,8                             | 17                               | 2,2                              | 7,3                              | 37,5                             | 53,5                             | 100,8                            | 133,9                            | 1 207,6                          |
| Dias com precipitação (≥ 1 mm)                                                                         | 12                               | 14                               | 16                               | 12                               | 5                                | 2                                | 0                                | 1                                | 2                                | 5                                | 7                                | 12                               | 88                               |
| Insolação (h)                                                                                          | 136,2                            | 119,9                            | 134,1                            | 169,3                            | 217,7                            | 244,8                            | 265,8                            | 253,1                            | 215,5                            | 167                              | 144,6                            | 135,5                            | 2 203,5                          |
| Fonte: INMET (normal climatológica de 1981-2010; recordes de temperatura: 1931 a 1995 e 2008-presente) |                                  |                                  |                                  |                                  |                                  |                                  |                                  |                                  |                                  |                                  |                                  |                                  |                                  |

## Economia

### Agricultura
Já na Agricultura, podemos destacar o arroz, a soja, o milho entre outros, onde hoje em Grajaú são produzidos 24 000 toneladas de arroz e 9 000 de soja (safra 2009), sendo que existem três indústrias de beneficiamento de arroz, que produzem trezentos fardos por hora e 25 000 sacas por mês, fornecendo trabalho e gerando renda.
Ainda no agronegócio, destacam-se a uva, que, neste ano de 2009, já passou a ser comercializada nacionalmente e a pecuária bovina, pois o município conta hoje com 130 000 cabeças de gado, sendo que, todo ano, acontece uma exposição agropecuária.
Durante a Exposição Agropecuária de Grajaú, evento realizado anualmente há mais de trinta anos, animais e máquinas agrícolas são comercializadas com produtores de toda a região central e sul do Maranhão. O evento é sempre realizado na última semana completa do mês de julho.
| PIB per capita [2021]                                    | 16.265,45 R$ |
| Índice de Desenvolvimento Humano Municipal (IDHM) [2010] | 0,609        |

Fonte: IBGE
| Salário médio mensal dos trabalhadores formais [2022]                                             | 2,0 salários mínimos |
| Pessoal ocupado [2022]                                                                            | 8.875 pessoas        |
| População ocupada [2022]                                                                          | 12,01 %              |
| Percentual da população com rendimento nominal mensal per capita de até 1/2 salário mínimo [2010] | 48,6 %               |

Fonte: IBGE

### Piscicultura
Já na Piscicultura, temos um grande sortimento e diferenciado de peixes, como é o caso do: mandubé, mandi, surubim, piau, cumaru, sardinha, Curimatá, corvina, piranha, corró, cari e variadas piabas. Tão importante é essa cultura para Grajaú, que, antigamente existia um lugar com o nome de Rua da Tarrafa, em homenagem aos pescadores que ali moravam e de toda a cidade, lugar este chamado hoje de Rua Patrocínio Jorge.

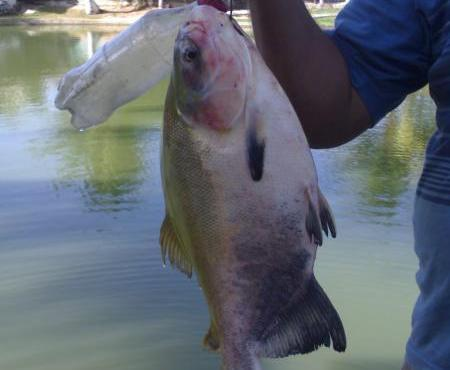
Pesca artesanal de tambaqui

Antes da cheia do rio, ocorre a piracema, época de proteção e reprodução dos peixes. A proibição da pesca nesse período tem o objetivo de, após o fim da cheia, o rio ficar bastante abastecido de peixes. Existe, há oito anos, uma colônia de pescadores que congrega as pessoas que vivem deste comércio grajauense, produzindo, todo mês, 2 000 quilos de peixe.
Do rio para os criatórios, o peixe passou a incrementar a economia do setor primário, como atividade profissionalizada. No projeto Boa Vista, oitenta famílias estão dedicadas à criação de peixes. Em duzentos tanques, são produzidas trezentas toneladas a cada mês. Na comunidade do Baixão, os produtores já chegam na casa de dez toneladas por safra. Além desses projetos comunitários, muitos empresários e produtores individuais exploram essa atividade.
O peixe mais comum nos lagos artificiais construídos para a criação de peixes é o tambaqui (Colossoma macropomum), cuja distribuição geográfica constitui-se, principalmente, na Bacia Amazônica.

### Polo gesseiro
Hoje em dia, o principal minério encontrado no rio Grajaú é a gipsita, havendo vários polos e firmas gesseiras, como oito calcinadoras e cinquenta fábricas de placa de gesso, que produzem mais de 500 000 placas por mês. O polo gesseiro de Grajaú é o segundo do Brasil, atrás apenas do polo gesseiro da Região do Araripe, no Oeste Pernambucano. Em Grajaú são, extraídas 35 000 toneladas de gesso mensalmente, empregando 3 500 pessoas direta e indiretamente, gerando uma renda anual de 60 000 000 de reais.

### Polo de soja

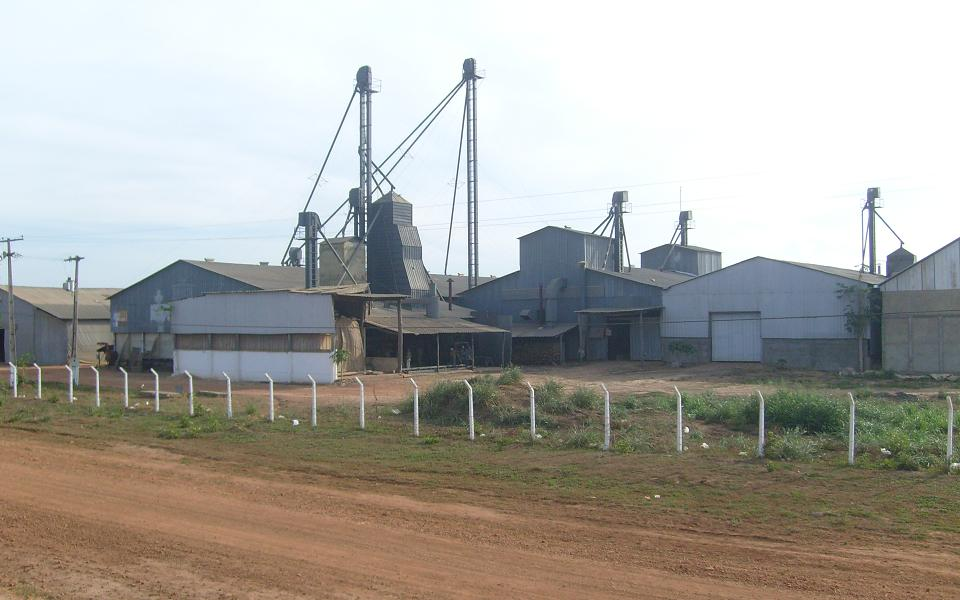
Local para armazenamento de arroz e soja

O município de Grajaú é considerado, atualmente, o segundo maior pólo de produção de soja do Maranhão, atraindo produtores de outras partes do país para esta região. Apresenta além da soja, uma variedade de produtos agrícolas como o arroz, mandioca, milho, fava, inhame, macaxeira, abóbora, batata doce, algodão herbáceo, algodão arbóreo, feijão, banana, melancia e tomate.
Apesar da diversidade agrícola no município, a soja é a que mais apresenta desenvolvimento. Devido a importância adquirida por este produto no Brasil a partir dos anos 40, os agricultores perceberam o potencial que algumas regiões do país poderiam ter para o cultivo da soja. Nas décadas de 80 e 90 houve um grande aumento em sua produção no Estado do Maranhão, graças a vários fatores tais como: maior demanda pelas gordura vegetais, incentivos fiscais dados aos produtores para construção de grandes armazéns, facilidades para aquisição de máquinas agrícolas e as condições ideais do solo na região sul do Maranhão. Graças ao cultivo da soja, hoje há uma revolução sócio-econômica em toda a região, evidenciando-se pelo aumento da cidade e maior poder de compra da população.
Uma das maiores atrações turísticas é o Rio Grajaú e suas cachoeiros ao longo de seu percurso pelo Estado do Maranhão.

### Extrativismo vegetal
No extrativismo vegetal destacam-se as madeiras de lei, pau d'arco, cedro, aroeira, candeia, jatobá, sucupira, andiroba e bacuri, usadas na fabricação de móveis, construções e artesanatos. Já no extrativismo animal, as espécies são variadas, sendo que algumas estão em extinção: veado, paca, cutia, peba, tatu, guariba, macaco, capivara e porco-do-mato. Entre as aves em extinção destacam-se a seriema, a ema, o jacu e o curió.

### Renda bancária
Hoje Grajaú possui cinco estabelecimentos bancários. Banco do Brasil, Caixa Econômica Federal, Banco do Nordeste, Bradesco e SICOOB, além de três casas lotéricas e vários terminais "Caixa Aqui".
Como podemos ver desde o início, esta cidade nasceu para ser um centro econômico, pois seu destaque em relação as suas terras, onde de tudo o que se planta, se dá, é visível.

### Turismo
Ainda destaca-se, como fonte econômica, o turismo nos balneários, nas cachoeiras e no leito do Rio Grajaú. No verão, após o esvaziamento da cheia, precisamente no mês de julho, este rio transforma-se basicamente na maior força de produção desta cidade e seus povoados, pois atraem inúmeros turistas para apreciarem suas belas cachoeiras e suas águas no Canecão, Limoeiro, Prainha, Porto da Nanana e Zé Mulato; além de movimentar o comércio local, através de pousadas, hotéis, lojas locais e o artesanato grajauense.

## Infraestrutura

### Saúde
Dispõe de três hospitais e uma unidade mista de saúde, na zona urbana: Hospital São Francisco de Assis; Hospital Santa Neusa; Hospital Geral de Grajaú (Emergência); Unidade Mista Itamar Guará e UPA'S.
Os hospitais dispõem dos seguintes equipamentos: Análise clínico, eletrocardiograma fonado, Raio X e ultra-sonografia, podendo fazer os seguintes tratamentos: obstétrico, cesariano, laqueadura, ortopedia, otorrino, urologia, leperectomia, apendiclomia, laparotomia, herniarriafias, fisioterapia, ortopedia, ginecologia.
O município dispõe ainda de tratamentos feitos pelo Sistema Único de Saúde (SUS), cirurgias, obstétrico, Raio X, odontologia, exames laboratoriais, ultra-sonografias, pré-natal, eletrocardiograma, prevenção do câncer do colo do útero, próstata e hanseníase.
| Mortalidade Infantil [2022]              | 20,88 óbitos por mil nascidos vivos     |
| Internações por diarreia pelo SUS [2022] | 60,9 internações por 100 mil habitantes |
| Estabelecimentos de Saúde SUS [2009]     | 29 estabelecimentos                     |

Fonte: IBGE

### Educação
Atualmente, a rede de escolas compreende a zona urbana e rural de Grajaú atendendo a uma camada de 2 629 alunos na educação infantil, 13 342 alunos no ensino fundamental, 437 alunos no ensino médio e 351 alunos na educação de jovens e adultos. Zona Urbana - 43 escolas; Zona Rural - 177 escolas; Escolas Indígenas - zona rural: 52; Escolas estaduais - zona urbana: sete e Escolas Particulares - 4.
Na educação superior, a Universidade Estadual do Maranhão, atende a sessenta alunos nos cursos de enfermagem. Este curso está em funcionamento na cidade desde o ano 2005. A partir de 2010, Grajaú já conta com profissionais formados na própria cidade.
A Universidade Federal do Maranhão (UFMA) no campus Grajaú, oferece apenas dois cursos como Química e Geografia. Há também faculdades particulares como Ahanguera, Uninter.
O Instituto Federal do Maranhão, IFMA, o campus Grajaú está situado nos arredores do bairro Expoagra e Nova Grajaú (conhecido popularmente como bairro Quem Dera). O mesmo os cursos técnicos em: Agronegócio, administração, agropecuária, edificações e informática. Em forma integrada (ensino médio mais o curso técnico) e na forma subsequente (apenas o curso técnico para aqueles que já terminaram o ensino médio).
| Taxa de escolarização de 6 a 14 anos de idade [2010]             | 96,3 %            |
| IDEB – Anos iniciais do ensino fundamental (Rede pública) [2023] | 4,6               |
| IDEB – Anos finais do ensino fundamental (Rede pública) [2023]   | 4,0               |
| Matrículas no ensino fundamental [2023]                          | 14.034 matrículas |
| Matrículas no ensino médio [2023]                                | 3.030 matrículas  |
| Docentes no ensino fundamental [2023]                            | 939 docentes      |
| Docentes no ensino médio [2023]                                  | 215 docentes      |
| Número de estabelecimentos de ensino fundamental [2023]          | 170 escolas       |
| Número de estabelecimentos de ensino médio [2023]                | 18 escolas        |

Fonte: IBGE

### Demografia
De acordo com dados do Censo Demográfico de 2022, a população do município era de 73.872 habitantes e a densidade demográfica era de 8,34 habitantes por quilômetro quadrado.

## Cultura
Culturalmente, apresenta alguns destaques, como na literatura. A cidade possui uma academia de letras, a Academia Grajauense de Letras, onde estão reunidos os pensadores, escritores que residem em Grajaú e a os Mestres de Cultura Popular, que são sete(7). Já que recentemente faleceu uma mestra, a carnavalesca Graça Onça.
Durante o período Junino a principal atração é o Arraial Zeca Teixeira, em homenagem ao gritador de quadrilha, carnavalesco e artesão José Teixeira Filho, com destaque para o concurso de quadrilhas Municipais e regionais, sendo os grupos de quadrilhas Mocidade Junina e Forasteiros os principais representantes local. O Arraial fica localizado no centro da cidade em frente a Catedral Nosso Senhor do Bonfim.
Possui um grande legado no artesanato, como o artesão Atenas. Na pintura, com Itamar Fernandes Dantas, que possui algumas de suas obras, no museu Museu Histórico e Artístico do Maranhão.
Todo ano é realizada a Trilha do Jacaré, um evento que virou tradição e reúne pessoas de diversas cidades do estado, como Porto Franco, Sítio Novo, Imperatriz, São Luís, Barra do Corda, Arame (Maranhão), Formosa da Serra Negra, Balsas. 
O evento ocorre sempre no início do ano, geralmente entre janeiro e fevereiro.
Religiosidade
A religiosidade está presente em vários ambiente, como na Catedral Nosso Senhor do Bonfim que foi construída no ano de 1940 durante a prelazia dos padres capuchinhos. Como também nas religiões evangélicas, tais como: assembleias, quadrangulares, entre diversas denominações. A mesma se encontra em campos da COMADESMA, CIADSETA, entre outros.
Meios de Comunicação
Atualmente a cidade de Grajaú conta diversos meios de comunicação, entre eles: Rádios: Radio Cidade FM, Rádio Aliança, Radio Liberdade FM. Rádios Virtuais: Rádio Mania, Rádio Pezão e Radio Interativa. TVs: Difusora Canal 13 e Globo Canal 9. Sites: Diário do Grajaú, Grajaú de Fato e De Olho em Grajaú.